# پارک بتل (پنسیلوانیا)
پارک بتل (به طور رسمی شهرداری پارک بتل  ) یک ناحیه با وضعیت قوانین خانه  در شهرستان آلگنی، ایالت پنسیلوانیا ، در ایالات متحده آمریکا است. این پارک درحومه شهر در منطقه شهری پیتسبورگ واقع شده که تقریباً در ۷ مایل (۱۱ کیلومتر) جنوب پیتسبورگ واقع شده است. جمعیت این محدوده بر اساس سرشماری سراسری ایالات متحده در سال ۲۰۲۰، ۳۳۵۷۷ نفر بوده است.

## تاریخ

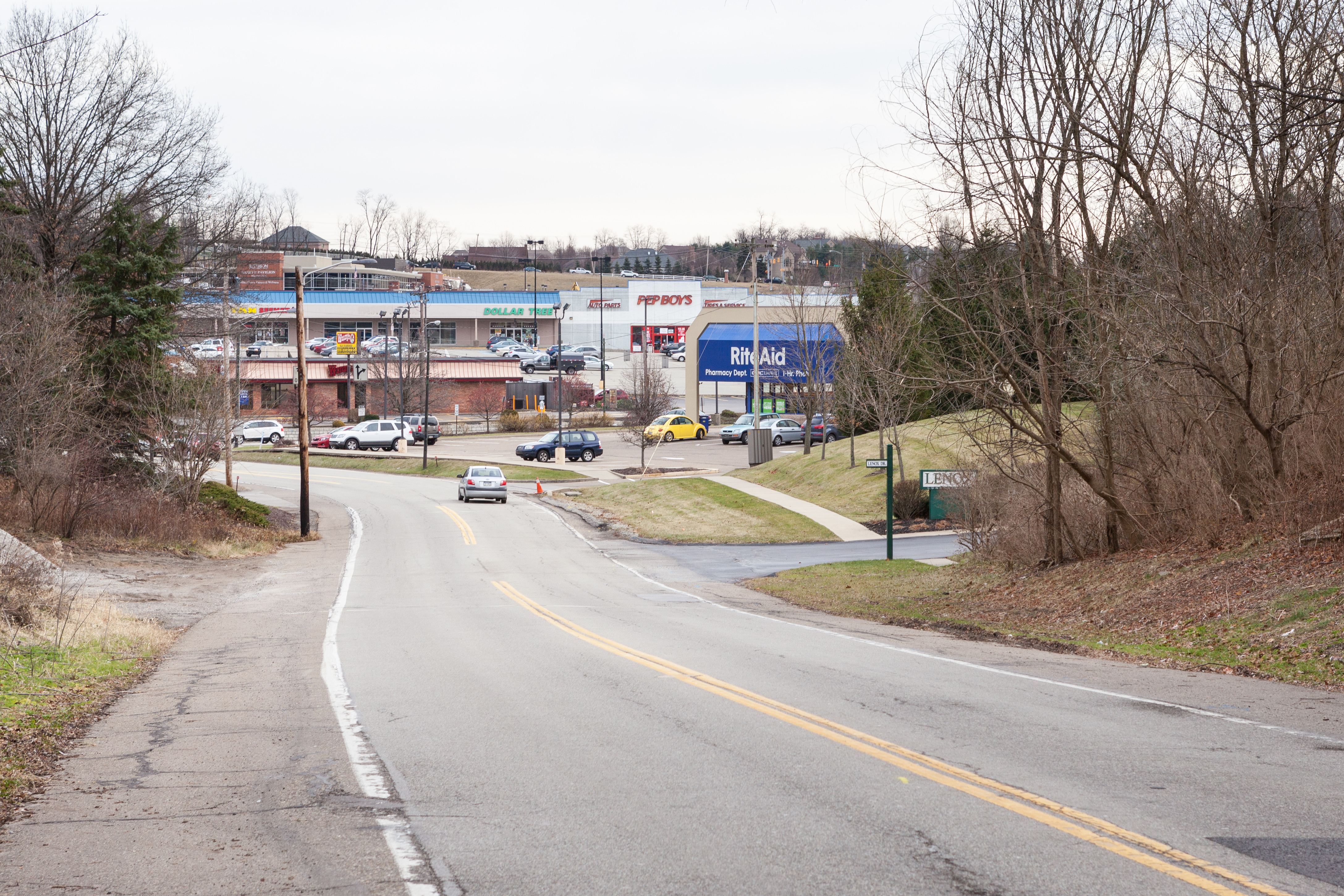
یک ماشین به شرق نزدیک محل اولین سرقت خودروی زرهی ایالات متحده است

منطقه‌ای که اکنون پارک بتل در آن واقع شده است نخست در حدود سال ۱۸۰۰ برپا شد و در سال ۱۸۸۶ میلادی به عنوان شهرک بتل بنیان‌گذاری شد. این نام مأخوذ از نام کلیسای پروتستان بتل گرفته شده است که به نوبه خود از محلی مقدس در اسراییل باستانی با نام عبری بث ئیل نامگذاری شده است.  پارک بتل در ۱۷ مارس ۱۹۴۹ به عنوان یک دهکده ثبت شد. 
نخستین سرقت خودروی زرهی در ایالات متحده در پارک بتل در ۱۱ مارس ۱۹۲۷ میلادی رخ داد، زمانی که یک کامیون برینکس در حالی که به سمت معدن کاوردیل در حدود یک مایل دورتر می‌رفت مورد یورش سارقان قرار گرفت.  در این واقعه، پل جاورسکی و باند تبهکاری Flathead جاده را با دینامیت ویران و تخریب کردند تا حقوق و دستمزد کارگران و سود معدن را از کامیون بربایند.

## جغرافیا
بنابر آمار اداره سرشماری ایالات متحده، تمام زمین این منطقه در مجموع ۱۱٫۷ مایل مربع (۳۰ کیلومتر مربع) مساحت داشت . همچنین میانگین ارتفاع این منطقه، ۱٬۱۹۷ فوت (۳۶۵ متر) بالاتر از سطح دریاست .  پارک بتل در حاشیه بین بخش‌های فلات پایین پیتسبورگ و بخش تپه‌های وینزبورگ در مناطق فیزیوگرافی فلات آلگنی قرار دارد. این منطقه به عنوان یک منطقه کاملاً تشریح شده مشخص می‌شود که در آن شاخه‌های فرعی زودگذر به شاخه‌های نهرهای اصلی همگرا می‌شوند.
بلندترین نقطه در پارک بتل، راکی ریج، در بخش جنوب‌غربی با ارتفاع ۱٬۳۷۰ فوت (۴۲۰ متر) است، و پایین‌ترین نقطه در تقاطع در گوشه جنوب‌شرقی نهرهای پینی فورک و آلسیپ ران، با ارتفاع ۹۸۰ فوت (۳۰۰ متر) است.

### شهرهای اطراف
پارک بتل هفت مرز دارد، از جمله قلعه شانون در شمال، وایت هال در شمال-شمال شرقی، بالدوین در شمال‌شرقی، پارک جنوبی در شرق و جنوب‌شرقی، شهرستان پیترز در شهرستان واشنگتن در جنوب، بالا سنت کلر در غرب، و کوه لبنان در شمال-شمال‌غرب.
سنگ‌های در معرض دید پارک بتل بیشتر از ماسه سنگ، سنگ آهک، شیل و چند لایه زغال‌سنگ (ردستون، وینزبورگ، واشنگتن و غیره) تشکیل شده‌اند. سن سنگ‌های آشکار شده در اواخر دوران پنسیلوانیا (عصر گزلیان؛ تقریباً ۳۰۳ میلیون سال پیش) در نزدیکی پایین‌ترین ارتفاعات و دوره پرمین اولیه (عصر آسلیان؛ تقریباً ۲۹۷ میلیون سال پیش) در نزدیکی بلندترین بخش‌های جنوب بتل پارک (به عنوان مثال راکی ریج) قرار دارد. این سنگ‌های رسوبی با بالا آمدن و پایین آمدن سطح دریا در امتداد خط ساحلی باستانی (با منطقه متناوب بین دلتا، دریاچه کم عمق و دریای کم عمق) رسوب کردند و در نهایت با تشکیل کوه های آپالاچی بالا آمدند.
پارک بتل در زیر بنای مونانگالهلا متعلق به سن پنسیلوانیا قرار دارد. سازند Monongahela از عضو Uniontown و عضو زیرین پیتسبورگ تشکیل شده است و پایه آن درز زغال‌سنگ پیتسبورگ است. بخش اعظمی از بخش جنوبی آلگنی تضعیف شده است، و PADEP نشان می دهد که تمام پارک بتل تضعیف شده است. 
بخشی از این منطقه توسط معدن شماره ۸ ترمینال پیتسبورگ (Cortis و دیگران، ۱۹۷۵) که معمولاً به عنوان معدن "H" و معدن Coverdale شناخته می شد، قرار دارد. این معدن در حدود سال ۱۹۲۰ افتتاح شد.  عملیات تاریخی معدن کاوردیل در نقشه توپوگرافی ۷٫۵ دقیقه ای بریج ویل آشکار است. یک «معدن خالی» در مجاورت مسیرهای راه‌آهن مونتور و جاده ساوت پارک نشان داده شده است. زغال‌سنگ از طریق شفت‌های عمودی که به شیب‌های شیب‌دار به دنبال شیب درز زغال‌سنگ پیتسبورگ دسترسی دارند استخراج می‌شد. حفره‌های معدن در شیب شیب‌دار ناشی از عمل معدنکاری اتاق و ستون در اوایل قرن بیستم است. معدن Coverdale بسته است و تا حد زیادی بدون بهره. 

## رخداد ویژه
در ۱۳ ژوئیه ۲۰۲۴ تلاشی برای ترور پرزیدنت دونالد ترامپ رئیس‌جمهور سابق ایالات متحده آمریکا رخ داد. این اتفاق در هنگام سخنرانی وی، به عنوان نامزد حزب جمهوری‌خواه برای انتخابات ریاست جمهوری ۲۰۲۴، در محل برگزاری گردهمایی انتخاباتی در همین منطقه روی داد. در پی تیراندازی دونالد ترامپ، در اثر برخورد گلوله به گوش راست مجروح شد.

## جمعیت شناسی
در سرشماری سال ۲۰۲۰ تعداد ۳۳۵۵۶ نفر، ۱۳۳۶۲ خانوار و ۹۵۴۰ خانوار در شهرداری ساکن بودند. تراکم جمعیت ۲٬۸۶۹٫۸ ساکن در هر مایل مربع (۱٬۱۰۸٫۰ ساکن در هر کیلومتر مربع)   . 13871 واحد مسکونی با تراکم متوسط ۱٬۱۸۶٫۳ بر مایل مربع (۴۵۸٫۰ بر کیلومتر مربع)   داشت. ترکیب نژادی منطقه ۹۷٫۱۰٪ سفیدپوست، ۱٫۰۲٪ آفریقایی آمریکایی، ۰٫۰۳٪ بومیان آمریکایی، ۱٫۱۱٪ آسیایی، ۰٫۰۳٪ جزیرهی اقیانوس آرام، ۰٫۱۳٪ از سایر نژادها، و ۰٫۵۸٪ از دو یا چند نژاد بود. اسپانیایی یا لاتین تبار از هر نژاد ۰٫۴۹٪ بود. 
شمار ۱۳۳۶۲ خانوار، ۳۰٫۳ درصد فرزندان زیر ۱۸ سال با آنها زندگی می‌کردند، ۶۲٫۰ درصد زوج متأهل بودند که با هم زندگی می کردند، ۷٫۲ درصد خانه‌دار زن بدون حضور شوهر و ۲۸٫۶ درصد غیرخانواده بودند. ۲۶٫۱ درصد از خانوارها را افراد تشکیل می‌دادند و ۱۲٫۰ درصد را یک نفر با سن ۶۵ سال یا بیشتر تشکیل می‌دادند. متوسط بعد خانوار ۲٫۴۸ و متوسط بعد خانواده ۳٫۰۱ بود.
توزیع سنی زیر ۱۸ سال ۲۳٫۷ درصد، از ۱۸ تا ۲۴ سال ۵٫۰ درصد، از ۲۵ تا ۴۴ سال ۲۶٫۸ درصد، از ۴۵ تا ۶۴ سال ۲۶٫۵ درصد و ۶۵ سال یا بیشتر ۱۸٫۱ درصد بود. میانگین سنی ۴۲ سال بود. به ازای هر ۱۰۰ زن ۹۱٫۹ مرد وجود داشت. به ازای هر ۱۰۰ زن ۱۸ ساله و بالاتر، ۸۷٫۷ مرد وجود داشت.
متوسط درآمد خانوار ۵۳۷۹۱ دلار و متوسط درآمد خانواده ۶۴۳۹۰ دلار بود. درآمد متوسط مردان ۴۷۸۷۶ دلار در مقابل ۳۲۳۵۱ دلار برای زنان بود. درآمد سرانه برای شهرستان ۲۵۸۶۷ دلار بود. حدود ۲٫۵ درصد از خانواده ها و ۳٫۷ درصد از جمعیت زیر خط فقر بودند، از جمله ۴٫۱ درصد از افراد زیر ۱۸ سال و ۳٫۸ درصد از افراد ۶۵ سال یا بیشتر.

## هنر و فرهنگ
مناطق گردشگری

- کلیسای پروتستان بتل
- دهکده ساوت هیلز

## دولت
وضعیت حاکمیت خانه شهرداری به پارک بتل نسبت به شکل پیش‌فرض دولت محله، اختیارات بیشتری را برای حکومت‌داری می‌دهد. این بخش به ۹ بخش با جمعیت تقریباً مساوی تقسیم می‌شود که هر کدام یک عضو شورای شهرداری پارک بتل را انتخاب می‌کنند و همه با هم شهردار را انتخاب می‌کنند. هم شهردار و هم عضو شورا دوره‌های چهار ساله را خدمت می کنند. هر یک از اعضای شورا موظف است در بخش مورد نظر خود اقامت کنند.

## سیاست
الیزا گریسوولد از نیویورکر شهرداری را به عنوان "یک جامعه مختلط از نظر سیاسی و اقتصادی" با اندازه‌ها و امکانات مختلف در مسکن توصیف کرد.

## تحصیلات
منطقه مدرسه، منطقه مدرسه پارک بتل است.  همچنین این منطقه دارای یک دبیرستان جامع ناحیه، تحت عنوان دبیرستان بتل پارک است.

## حمل و نقل

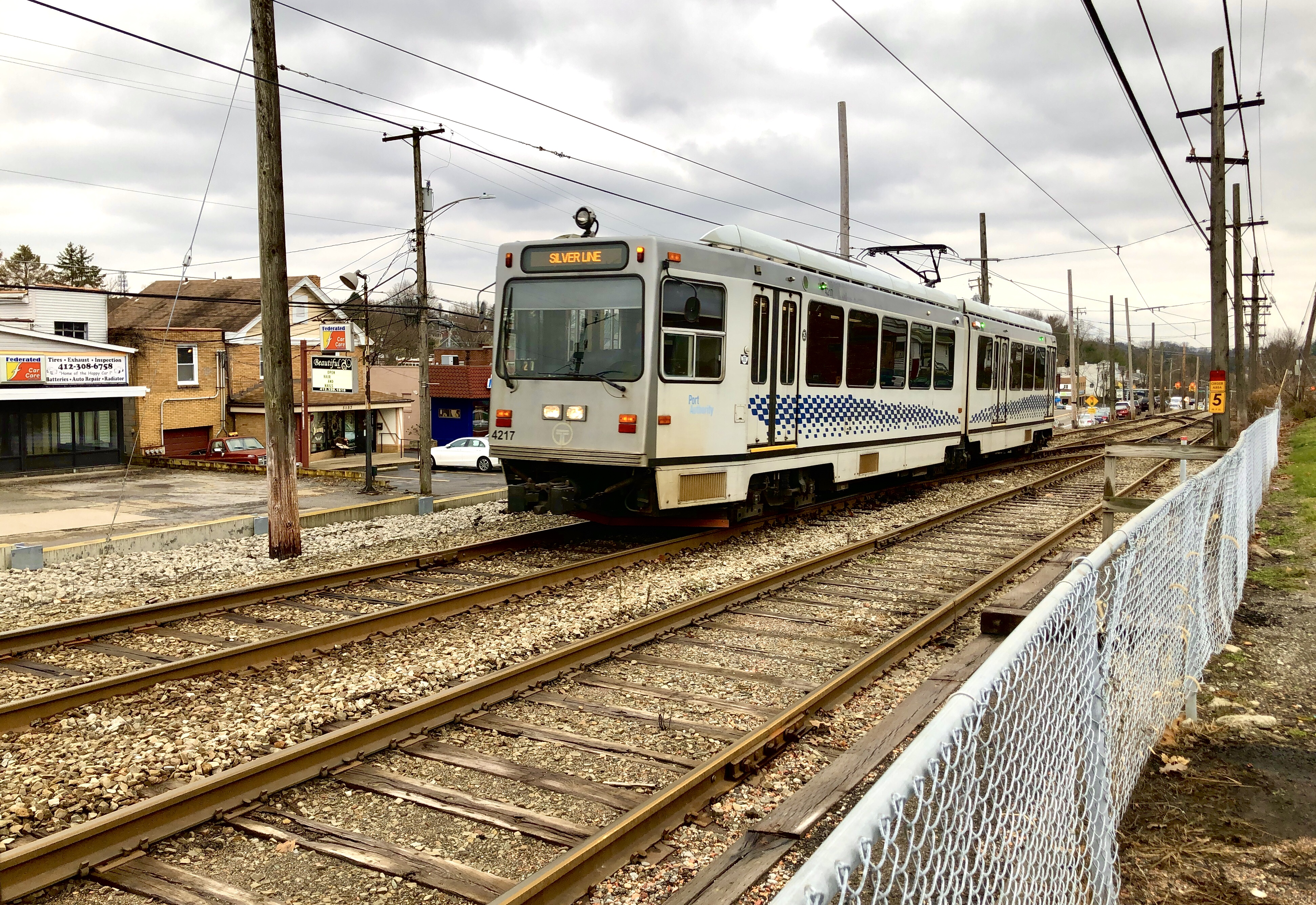
اداره بندر خط نقره‌ای شهرستان آلگنی - کتابخانه یکی از سه مسیر راه‌آهن سبک است که به پارک بتل خدمت می‌کند.

تکمیل خطوط بین شهری راه‌آهن پیتسبورگ در اوایل دهه ۱۹۰۰، پارک بتل را به رشد و توسعه شتاب داد و این منطقه را به نمونه اولیه حومه تراموا تبدیل کرد. در حالی که بیشتر خدمات ریلی و تراموا مسافری منطقه پیتسبورگ در دهه‌های ۱۹۵۰ و ۱۹۶۰ متوقف شد و رشد بیشتر توسط خودروها انجام شد، خطوط واگن برقی از طریق پارک بتل در خدمت نگه داشته شدند و در دهه ۱۹۸۰ به استانداردهای راه آهن سبک مدرن ارتقا یافتند. هر سه خط راه‌آهن سبک اداره بندر آلگنی از پارک بتل می‌گذرند، خطوط آبی و قرمز به دهکده ساوت هیلز ختم می‌شوند، و خط نقره‌ای که از منطقه تجاری مرکزی می‌گذرد و به پایانه‌اش در کتابخانه می‌رسد. مکان‌های پارک و سواری در دهکده ساوت هیلز، کتابخانه غربی، لیتل، و محل اتصال واشنگتن، سفری آسان به پیتسبورگ را برای مسافران محلی فراهم می‌کنند.
مسیر ۸۸ پنسیلوانیا و مسیر ۱۹ ایالات متحده از پارک بتل عبور می کنند و بسیاری از توسعه‌های تجاری شلوغ منطقه در امتداد این دو مسیر قرار دارند.  کمربندهای زرد و نارنجی سیستم کمربندی شهرستان آلگنی به بخش خدمات رسانی می‌کنند و کمربند نارنجی در گوشه جنوب شرقی نزدیک مرز ساوث پارک به پایان می‌رسد. بین ایالتی ۷۹ و بزرگراه Mon-Fayette وارد پارک بتل نمی‌شوند، اما هر دو با ماشین ۱۵ دقیقه از منطقه فاصله دارند. بزرگراه ساوث هیلز لغو شده قرار بود در امتداد کریدور مسیر ۸۸ ساخته شود.</link>
علاوه بر خدمات راه‌آهن سبک، مسیرهای رفت‌وآمد A اداره حمل‌ونقل بندر ۳۶ بنکس‌ویل و Mid Mon Valley، خدمات اتوبوس را از طریق مناطق تجاری منطقه ارائه می‌کنند. 

## افراد معروف
- Terry K. Amthor، طراح بازی
- توماس متیو کروکس، تلاش برای ترور دونالد ترامپ در پنسیلوانیا
- باربارا فلدون، بازیگر
- آرمن گیلیام، بسکتبالیست
- اسکات هان، متکلم کاتولیک
- نیک کویاتکوسکی، بازیکن فوتبال آمریکایی
- میسون میلر، بازیکن بیسبال
- استیو موکلر، نوازنده
- پل پتروسکی عجیب، نوازندهٔ لو-فای و شخصیت یوتیوب
- استیو پریویس، بسکتبالیست
- ریک سباک، تهیه‌کنندهٔ تلویزیون آمریکایی
- جو سرافینی، بازیگر
- تام اسکلادانی، بازیکن فوتبال آمریکایی
- مایک وستوف، مربی فوتبال آمریکایی
- ریچارد وایت، بازیگر
- برایان یانگ، درامر/ تهیه‌کنندهٔ موسیقی

## بیش‌خوانی
- دوج، CH، ۱۹۸۵. منابع زغال‌سنگ شهرستان آلگنی، پنسیلوانیا - قسمت ۱، خطوط زغال‌سنگ، مناطق استخراج شده و خطوط ساختاری. دفتر بررسی توپوگرافی و زمین شناسی پنسیلوانیا، هریسبورگ، PA. گزارش منابع معدنی م ۸۹، ۶۸ ص. (برگ شل، ۸½ x 11 اینچ)، ۶۴ نقشه، مقیاس تقریبی. ۱:۶۲۵۰۰.
- PADEP، 1999. اثرات فرونشست حاصل از استخراج زیرزمینی زغال‌سنگ قیر بر سازه‌ها و ویژگی‌های سطحی و منابع آب. تهیه شده تحت مجوز بند ۱۸ الف قانون فرونشست معدن قیر و حفاظت از زمین. مارس ۱۹۹۹.